# مشت‌زن (فیلم ۱۹۵۲)
«مشت‌زن» (انگلیسی: The Fighter (1952 film)) یک فیلم است که در سال ۱۹۵۲ منتشر شد.